# Sextans B
Sextans B (även känd som UGC 5373 och DDO 70) är en oregelbunden galax som möjligtvis tillhör Lokala galaxhopen, eller befinner sig alldeles utanför den. Den befinner sig 4,44 miljoner ljusår från jorden och är därför en av de mest avlägsna medlemmarna av Lokala hopen, om den överhuvudtaget tillhör den. Den bildar ett galaxpar med sin granne Sextans A.
I galaxernas morfologiska klassifikation är dess typ Ir IV-V. Sextans B kan vara gravitationellt associerat med galaxerna NGC 3109 och Luftpumpens dvärggalax.
Sextans B har en jämnt fördelad stjärnpopulation,
men det interstellära mediet kan vara ohomogent.
Dess massa uppskattas vara ungefär 2 × 108 gånger solens massa, av vilket 5.5 × 107 är i form av atomisk väte. Stjärnbildning i galaxen verkar ha skett i perioder med låg aktivitet, separerade av perioder utan någon aktivitet. Existensen av Cepheider i Sextans B innebär att den innehåller åtminstone några unga stjärnor. Metalliciteten av Sextans B är relativt låg, med ett värde på approximativt Z = 0.001. Sextans B avlägsnar sig från Vintergatan med en hastighet på ungefär 300 km/s, och befinner sig sannolikt just utanför kanten av Lokala hopen, såsom även dess granne Sextans A.
Fem planetariska nebulosor har observerats i Sextans B. Den är en av de minsta galaxer där planetariska nebulosor ha observerats. Dessa nebulosor ser ut som stjärnor och kan identifieras med deras spektrallinjer.
Sextans B innehåller även en massiv klotformig stjärnhop.

### Fotnoter
1. 1 2 3 4 5 6 7 8 9 10  ”NASA/IPAC Extragalactic Database”. Results for Sex B. http://nedwww.ipac.caltech.edu/. Läst 13 december 2006.
2. ↑  I. D. Karachentsev, V. E. Karachentseva, W. K. Hutchmeier, D. I. Makarov (2004). ”A Catalog of Neighboring Galaxies”. Astronomical Journal 127 (4):  sid. 2031–2068. doi:10.1086/382905.
3. ↑  Karachentsev, I. D.; Kashibadze, O. G. (2006). ”Masses of the local group and of the M81 group estimated from distortions in the local velocity field”. Astrophysics 49 (1):  sid. 3–18. doi:10.1007/s10511-006-0002-6.
4. ↑  
Sandage, Allan; Carlson, George (Juli 1985). ”The brightest stars in nearby galaxies. V – Cepheids and the brightest stars in the dwarf galaxy Sextans B compared with those in Sextans A”. Astronomical Journal 90:  sid. 1019–1026. doi:10.1086/113809.
5. 1 2  van den bergh, Sidney (2000). The galaxies of the Local Group. University of Cambridge. sid. 265. ISBN 978-0-521-65181-3. http://books.google.com/?id=NfOwG3cyAGIC&pg=PA265
6. ↑  
van den Bergh, Sidney (1999). ”Stellar Content of Local Group Galaxies – An Introduction”. The stellar content of Local Group galaxies 192:  sid. 3.
7. 1 2 3 4  
Tosi, M (September 1991). ”Star formation in dwarf irregular galaxies – Sextans B”. Astronomical Journal 102:  sid. 951–974. doi:10.1086/115925.
8. 1 2  
Kniazev, Alexei Y. (Oktober 2005). ”Spectrophotometry of Sextans A and B: Chemical Abundances of H II Regions and Planetary Nebulae”. Astronomical Journal 130 (4):  sid. 1558–1573. doi:10.1086/432931. http://iopscience.iop.org/1538-3881/130/4/1558/pdf/204645.web.pdf. Läst 28 november 2010.
9. ↑  Alloin, Danielle M.; Gieren, Wolfgang (2000). Stellar candles for the extragalactic distance scale. University of Cambridge. sid. 265. ISBN 978-3-540-20128-1. http://books.google.com.au/books?id=rpR1xfK3yFoC&pg=PA265
10. ↑  
Magrini, L.. The Local Group Census: planetary nebulae in Sextans B. http://arxiv.org/PS_cache/astro-ph/pdf/0202/0202516v1.pdf. Läst 28 november 2010.
11. ↑  Sharina, M.E. (September 2009). ”A Globular Cluster in Sextans B”. Astronomy and Astrophysics 62 (3):  sid. 209–216. doi:10.1134/S1990341307030029. https://arxiv.org/abs/0704.3908.